# الصحة العقلية لدى العاملين الزراعيين في الولايات المتحدة

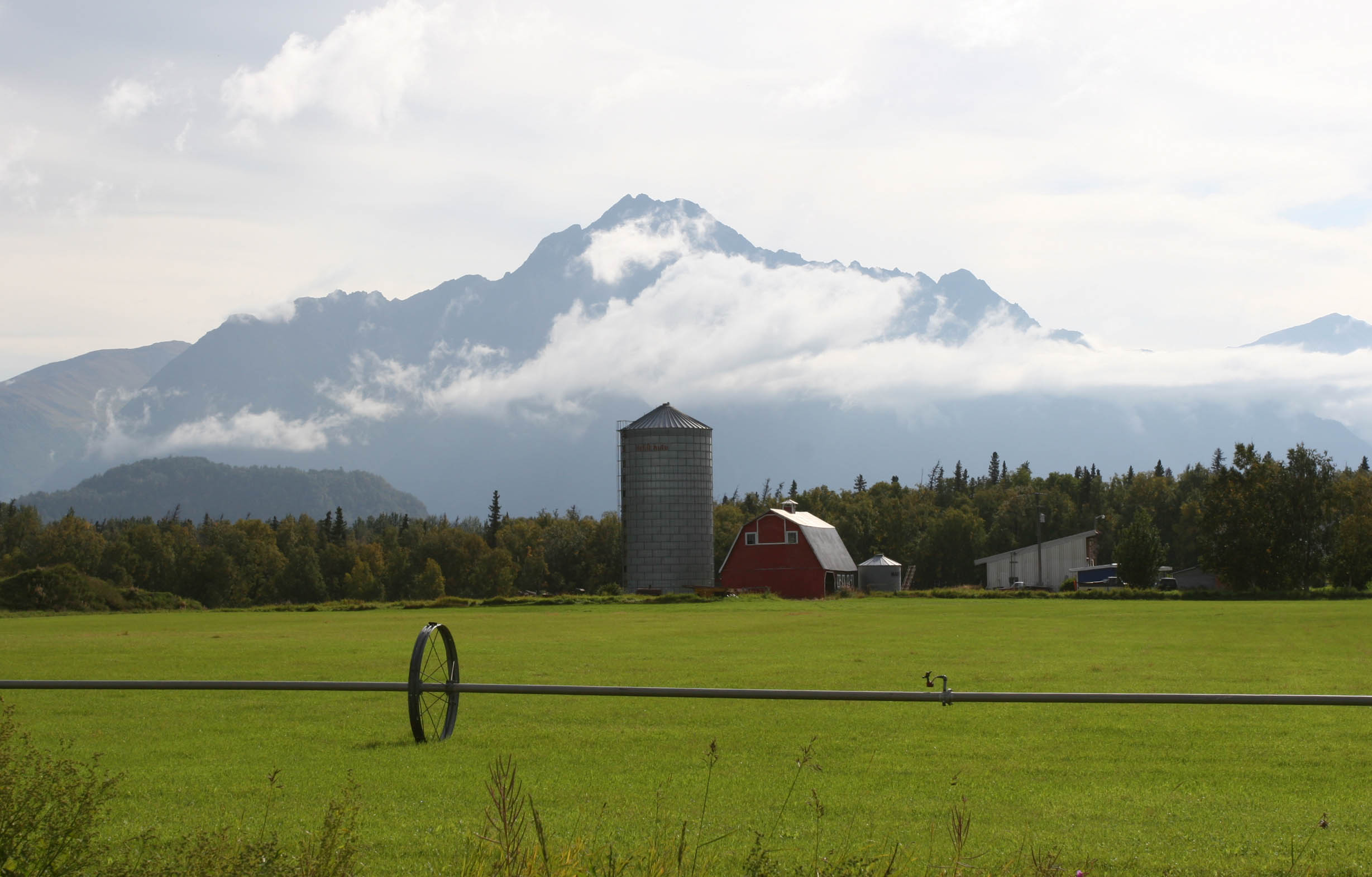
مزرعة عائلية تقع في بالمر، مقاطعة ماتانوسكا-سوسيتنا، ألاسكا، الولايات المتحدة.

فحص الصحة النفسية للعاملين في القطاع الزراعي في الولايات المتحدة يُظهر أن القوى العاملة الزراعية التي تعاني من أمراض واضطرابات نفسية واسعة الانتشار. وقد سلط تقرير صدر عام 2018 الضوء على حقيقة أن المزارعين والراعين ومديري الزراعة من الذكور كانوا معرضين للانتحار بنسبة تقارب ضعف ما هي عليه في السكان العاملين عمومًا (32.2 حالة انتحار لكل 100,000 شخص مقارنة بـ 17.3 حالة لكل 100,000 شخص على التوالي). يُذكر أنه في عام 2020، كانت معدلات انتحار الذكور أعلى بـ 3.88 مرة من معدلات الإناث.

## خلفية
يُعرَّف الزراعة بأنها "علم وفن زراعة النباتات وتربية الحيوانات"، وبالتالي، تشمل القوى العاملة الزراعية المزارعين، والراعين، والعاملين في مجال الزراعة. بالإضافة إلى القوى العاملة، تشمل المجتمعات الزراعية أيضًا أفراد أسر العاملين، وخاصة الأزواج والأبناء.
الصحة النفسية، أو الرفاه النفسي، تُعرِّفها منظمة الصحة العالمية بأنها "حالة من الرفاه يُدرك فيها الفرد قدراته الخاصة، ويمكنه التعامل مع ضغوط الحياة العادية، والعمل بإنتاجية، والإسهام في مجتمعه". من ناحية أخرى، تشير مصطلحات المرض النفسي والاضطراب النفسي إلى مجموعة واسعة من الأمراض التي تتضمن غالبًا "مزيجًا من الاضطراب في التفكير والعاطفة والسلوك والعلاقات مع الآخرين".
رغم أن مصطلح الصحة السلوكية يُستخدم أحيانًا بالتبادل مع الصحة النفسية، إلا أنه يشير تحديدًا إلى العلاقة بين سلوكيات الأفراد وصحتهم. وتشمل الاضطرابات السلوكية الحالات التي لها مكون وراثي أو بيولوجي (مثل اضطراب فرط الحركة ونقص الانتباه وكذلك السلوكيات، مثل تعاطي المخدرات والكحول، أو إدمان القمار، أو غيرها من السلوكيات التي يمكن أن تكون لها آثار سلبية على صحة الفرد وجودة حياته. وغالبًا ما تتطور هذه الفئة الأخيرة من الاضطرابات السلوكية نتيجة للمرض النفسي، ولذلك غالبًا ما يُنظر إليها معًا.

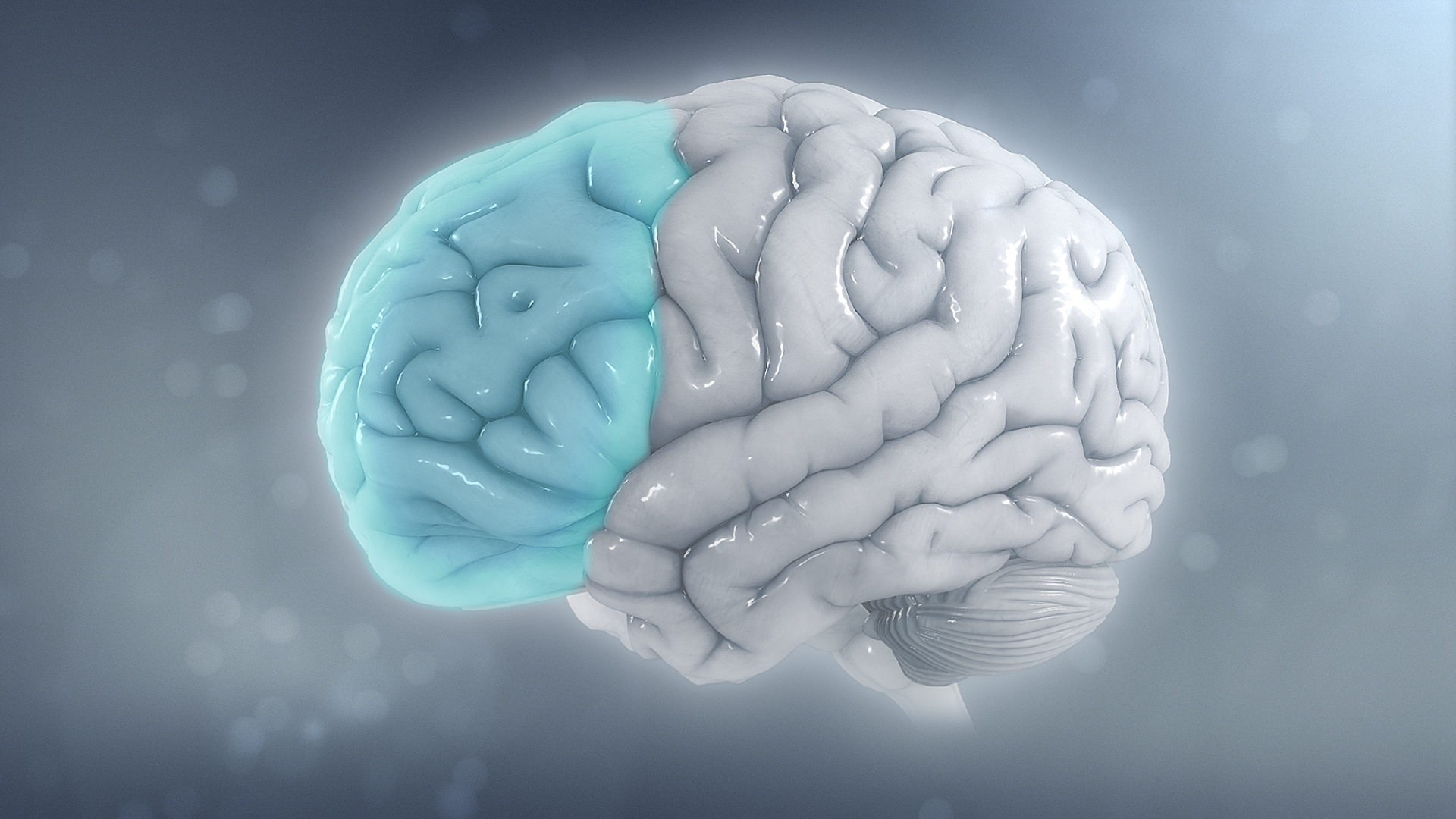
اضطراب فرط الحركة وتشتت الانتباه – انخفاض حجم الدماغ في الجانب الأيسر نتيجة اضطراب فرط الحركة وتشتت الانتباه.

تركز مجالات الصحة النفسية والسلوكية على:
1. تعزيز ودعم واستدامة الرفاه النفسي والسلوكي،
2. تقليل وجود وشدة وتأثير الاضطرابات النفسية والسلوكية.[5]

## علم الوبائيات
تنشأ الأمراض النفسية غالبًا من مصادر متعددة، ولكن من حيث المهن، تُعد الزراعة من أكثر المهن إجهادًا ومن أكثرها تسجيلًا لمعدلات الانتحار المرتفعة.
على سبيل المثال، في مراجعة دولية نُشرت عام 2019، وجدت 71% من الدراسات التي قارنت بين المزارعين وغير المزارعين أن المزارعين أظهروا صحة نفسية أسوأ. وفي الولايات المتحدة، أظهرت دراسة أُجريت عام 2019 بين المزارعين الشباب في الغرب الأوسط أن 53% و71% من المشاركين استوفوا معايير الإصابة باضطراب الاكتئاب الشديد واضطراب القلق العام على التوالي. وذلك مقارنةً بالسكان عمومًا، حيث يعاني 2.7% من البالغين في الولايات المتحدة من اضطراب القلق العام و7.1% من اضطراب الاكتئاب الشديد.
كل من هذه الحالات قد تؤدي إلى الانتحار. كما أُشير سابقًا، أظهرت بيانات عام 2015 من نظام السجل الوطني للوفيات العنيفة في الولايات المتحدة، الذي تُشرف عليه مراكز السيطرة على الأمراض والوقاية منها، معدل انتحار بلغ 32.2 لكل 100,000 من المزارعين والراعين ومديري الزراعة. كما أشار التقرير إلى معدل انتحار قدره 17.3 لكل 100,000 شخص من العاملين في الزراعة ومن عموم السكان في سن العمل، ما يشير إلى خطر أعلى بكثير يواجهه المزارعون مقارنة ببقية السكان.

## عوامل الخطر
تؤثر مجموعة واسعة من العوامل على الصحة النفسية للسكان العاملين في القطاع الزراعي، لا سيما عائلات المزارعين. بعض هذه العوامل مشابهة لتلك التي تؤثر على السكان عمومًا، وقد تم تلخيصها في السنوات الأخيرة ضمن إطار محددات الصحة النفسية الاجتماعية، مع مراعاة العوامل على المستوى الفردي والبنيوي معًا. بينما هناك عوامل أخرى خاصة بالقطاع الزراعي.

### الزراعة العائلية كأسلوب حياة/ثقافة (وليست مجرد مهنة)
الزراعة العائلية هي عمل عائلي يكون فيه أفراد العائلة هم العاملون، ومكان العمل هو منزلهم، ويعتمد النجاح على قدرات أفراد الأسرة.
ويؤدي تداخل الأدوار العائلية مع الأدوار الاقتصادية إلى أن تكون المزارع التي تعاني من ضغط نفسي هي في الحقيقة عائلات تعاني من هذا الضغط، وتُقدَّم احتياجات المزرعة على احتياجات الأفراد من أفراد العائلة.
غالبًا ما يكون مشغلو المزارع العائلية هم أوصياء على قطعة أرض تم الحفاظ عليها من قبل أجيال من المزارعين قبلهم. وإذا خسروا المزرعة، فإنهم يفقدون منزلهم، وهويتهم، وإرثهم. وهم يأملون أن يختار أبناؤهم حياة الزراعة ويواصلوا هذا الإرث لأجيال قادمة. الزراعة هي نشاط عائلي يُمارَس في بيئة ذات قيم ثقافية قوية. يعمل الأطفال قبل المدرسة وبعدها للمساهمة في نجاح المزرعة. ومع تقدم الأسرة الزراعية في السن، تصبح عملية نقل المزرعة إلى الجيل التالي مصدرًا للضغط النفسي، وتكون لها تبعات قانونية وصراعات في الأدوار، حيث تختلف آراء الأجيال بشأن كيفية إدارة مستقبل المزرعة.

### خصائص المزرعة
تشكل خصائص المزرعة الصحة النفسية بطرق متعددة، بما في ذلك موسمية العمل، ونوع العمل، وبيئة مكان العمل. يعمل المزارعون لساعات طويلة بمفردهم في بيئة منعزلة خلال موسم الزراعة. ويقضون "الموسم غير الزراعي" في أعمال الإصلاح وتعويض الأعمال التي لم تُنجَز خلال موسم الانشغال، أثناء التحضير للزراعة في الربيع. أما مزارعو الماشية، فلا يوجد لديهم "موسم غير زراعي"، إذ تتطلب الحيوانات رعاية يومية.
يتوجب على المزارعين اتخاذ قرارات تجارية مهمة يوميًا دون توفر معلومات كافية عن الأسعار المتوقعة للمدخلات، أو الطلب المستقبلي على منتجاتهم، أو أسعار السوق لمحاصيلهم وحيواناتهم. وإذا كانت أي من هذه العوامل غير مواتية، فإنهم يواجهون مستويات متزايدة من الدَّين والضغط النفسي. يشبه العمل الزراعي ريادة الأعمال، ولكن دون الوصول إلى رأس المال، ومع احتمالية تحقيق الربح التي لا تكون فقط غير مؤكدة، بل غير قابلة للتنبؤ كذلك. ويتطلب الرضا الوظيفي توازنًا بين الجهد والمكافأة، لكن هذا التوازن الاقتصادي غير موجود لمعظم المزارعين العائليين. وبالنسبة للمزارعين، فإن المكافأة تتجاوز الجوانب الاقتصادية، لأنها مرتبطة بالإرث والهوية الشخصية.

### الضغوطات على المستوى الكلي
عند مواجهة التحديات الاقتصادية، يمكن أن يختار المزارعون تقليل عدد العمال المأجورين الذين يتم توظيفهم، مما يؤدي إلى أيام عمل أطول، أو قد يختارون تنويع أو تغيير ما يقومون بإنتاجه. إلا أن التغييرات في الإنتاج محدودة بالمعدات المتوفرة للزراعة والحصاد، وبالمناخ اللازم لإنتاج المحاصيل، مما يقلل من المرونة التي تحتاجها معظم الأعمال للتكيف مع سلوك المستهلك.
حتى عندما تكون المزارع ناجحة ولديها القدرة على توظيف العمال، فإنها لا تستطيع توظيفهم بسهولة. هناك نقص في عدد العمال المولودين في الولايات المتحدة المستعدين للعمل في الوظائف الزراعية.
وبينما يمكن للمزارعين في الولايات المتحدة استخدام برنامج العمال الزراعيين المؤقتين، إلا أن هذا النظام وُصف بأنه مرهق، لأنه يتطلب مساعدة قانونية وأعمال ورقية مكثفة. علاوة على ذلك، يجب على المزارع أن يبدأ العملية قبل ثلاثة أشهر على الأقل دون أن تكون لديه معرفة بكيف سيكون عليه موسم النمو. كما يجب على المزارعين دفع تكاليف السفر والمعيشة للعمال الذين يتم توظيفهم للعمل في المزرعة، بالإضافة إلى دفع أجر بالساعة تحدده مسبقًا وزارة العمل الأمريكية، وغالبًا ما يجعل ذلك العملية أكثر تكلفة من توظيف عامل مقيم في الولايات المتحدة.
يُسجّل قطاع الزراعة في الولايات المتحدة أعلى معدلات الإصابات المميتة وغير المميتة مقارنة بأي قطاع آخر. وتتضمن ظروف العمل الاتصال المباشر مع آلات المزرعة والحيوانات الكبيرة. حيث تتعطل الآلات وتحتاج إلى إصلاح، مما يؤدي إلى تأخيرات مكلفة. كما يتطلب التعامل مع الحيوانات تدريبًا وخبرة وحضورًا ذهنيًا وجسديًا هادئًا. وإلى جانب المتطلبات الجسدية للعمل الزراعي، من المرجح أيضًا التعرض للمبيدات والمواد الكيميائية الأخرى، والفيروسات، والبكتيريا، ومسببات الأمراض التي تؤثر على صحة الإنسان. وغالبًا ما يتعرض الأطفال الذين يعيشون ويعملون في المزرعة للعديد من المخاطر نفسها التي يتعرض لها والداهم.
تشكل الضغوطات البيئية مثل تقلب المناخ تحديًا أكبر للزراعة في المستقبل مع ازدياد تواتر الجفاف والظواهر الجوية المتطرفة.
لطالما شكّل المناخ تحديًا للمجتمع الزراعي، وتُعدّ "وعاء الغبار" في ثلاثينيات القرن العشرين أفضل مثال على الدمار الذي يمكن أن يُسببه الجفاف. ستؤدي ضغوطات الحرارة الشديدة، التي تفاقمت بسبب التغير المناخي، إلى تقليل إنتاجية المحاصيل؛ وزيادة استخدام المدخلات مثل المبيدات الحشرية والأسمدة؛ كما ستؤثر على صحة المزارعين والعاملين في الحقول.
وستُصبح السياسات الموجهة لمعالجة آثار تغير المناخ ذات أهمية في معالجة الأمن الغذائي والحفاظ على الأسواق الزراعية، إلا أن المزارعين ليس لهم سيطرة على هذه العوامل. ويُعد تقلب الطقس، لا سيما ما يتعلق بالجفاف، واحدًا من أهم مصادر التوتر التي يُبلغ عنها المزارعون في الدول المتقدمة.

### الضغوطات على المستوى المتوسط
التحديات الشخصية، والعلاقاتية، والخارجية التي يواجهها المزارعون تسبب توترًا شديدًا في بيئة لا تكون فيها الرعاية الصحية ميسورة التكلفة عندما تكون متاحة، كما أن الرعاية النفسية غير متوفرة، والوصمة الاجتماعية تشكل حاجزًا أمام طلب المساعدة بسبب نقص السرية. غالبًا ما يشعر المزارعون بأن المتخصصين في الرعاية الطبية التقليدية لا يفهمون ثقافة المزرعة، وأن العاملين في الرعاية الصحية لا يتواصلون معهم بطريقة تشجع على الحوار الصادق.
الأفراد في المجتمعات الريفية الزراعية مرتبطون ببعضهم البعض وهناك روابط اجتماعية بين الأفراد داخل هذه المجتمعات. تؤدي المعايير الثقافية والتوقعات المتعلقة بالفردية القوية بغض النظر عن الظروف إلى أن لا يلجأ المزارعون إلى طلب المساعدة التي قد يحتاجونها. يتوقع المزارعون أن يكونوا قادرين على حل مشكلاتهم بأنفسهم، وألا يشتكوا، وأن يكونوا ثابتين في مسؤولياتهم تجاه عائلاتهم، حتى وإن كانوا متوترين إلى حد بعيد.

## الفئات الفرعية المتنوعة
ينخرط أفراد متنوعون في الزراعة، وأظهرت الأبحاث السابقة أن هذه الفئات الفرعية قد تتأثر بمجموعة مختلفة من الضغوطات، مما قد يستدعي بدوره مجموعة متنوعة من التدخلات.

### المزارعون
مقارنةً بالسكان البالغين من الذكور عمومًا، فإن انتشار الاكتئاب أعلى بين الرجال المزارعين (5.3% مقابل 9.8% على التوالي). تُظهر تقارير دراسة الصحة الزراعية أن 3.0% من عينة السكان تناولوا أدوية للاكتئاب لديهم، مقارنةً بـ 13.2% في عموم السكان. سبب هذا الاختلاف في استخدام مضادات الاكتئاب هو أن الرجال المزارعين لديهم مواقف موصومة تجاه الصحة النفسية، لكنهم لا يزالون من المرجح أن يطلبوا المساعدة من الطبيب لمشاكل الصحة النفسية. ومع ذلك، فإنهم يلجأون لطلب المساعدة من أجل الأعراض الجسدية للتوتر مثل تساقط الشعر، وألم الظهر، والصداع، والتعب.

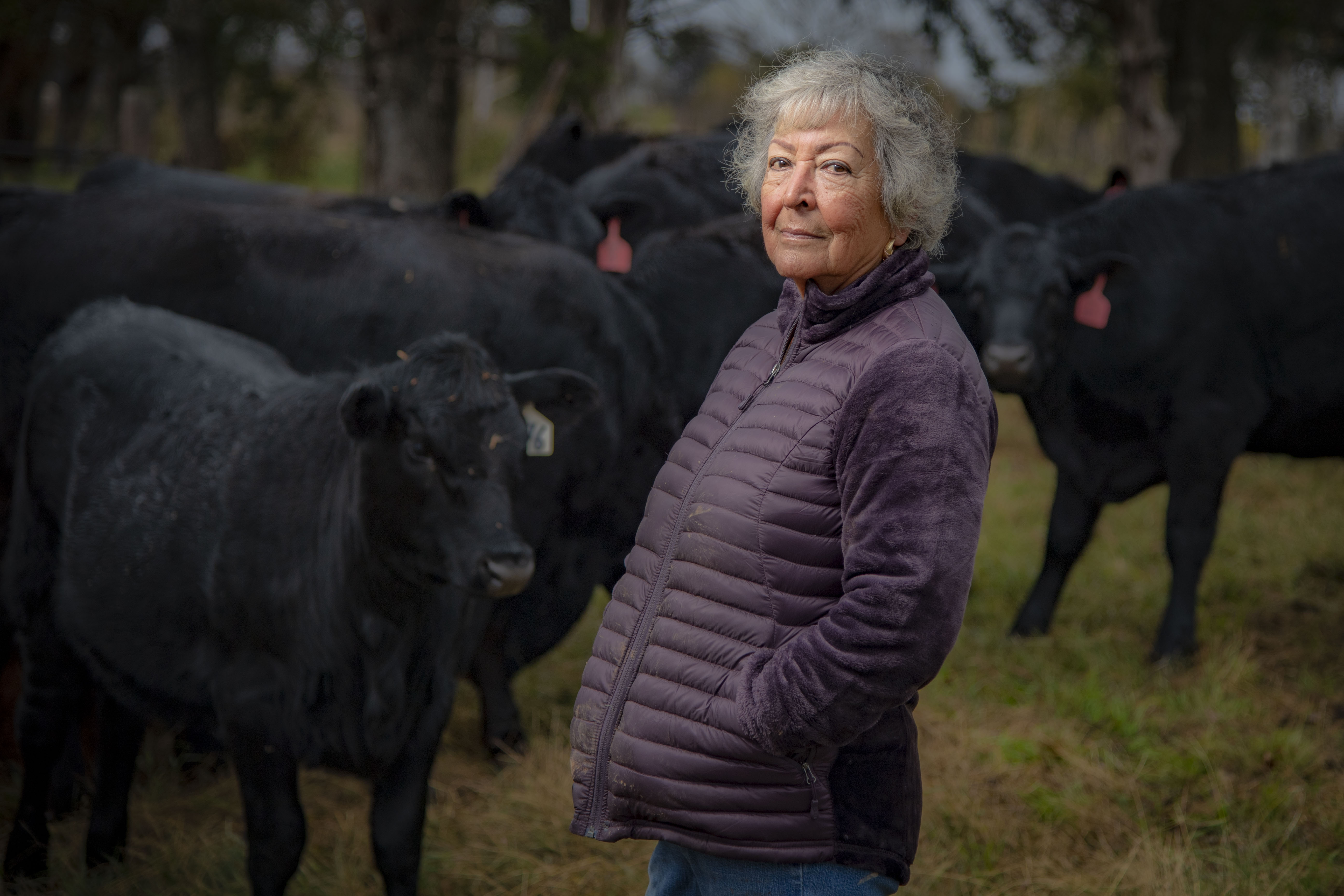
وكما ذكرت وزارة الزراعة الأمريكية في عام 2017، فإن 36% من أصحاب المزارع هم من النساء، وقد يتولين وظائف إضافية بما في ذلك الإنتاج، وربة المنزل، ومقدم الرعاية، ودعم الأسرة. وقد تلجأ العديد من النساء أيضًا إلى العمل خارج المزرعة من أجل الحصول على تأمين صحي بأسعار معقولة.

### المزارعات
يُظهر تعداد الزراعة لعام 2017 الذي أجرته وزارة الزراعة الأمريكية أن 36% من المنتجين من الإناث. تقوم معظمهن بأدوار مختلفة داخل المزرعة، بما في ذلك الإنتاج، ورعاية المنزل، ورعاية الأسرة، ودعم العائلة. بالإضافة إلى ذلك، تعمل العديد من النساء خارج المزرعة للحصول على تأمين صحي ميسور التكلفة. وهذا قد يؤدي أيضًا إلى زيادة الحاجة إلى رعاية الأطفال، مما يخلق مزيدًا من الضغوط المالية. الجمع بين المسؤوليات التقليدية وعملهن كمزارعات يمكن أن يؤدي أيضًا إلى زيادة ساعات العمل، وتحديات أكبر في تحقيق التوازن المناسب بين العمل والحياة، وزيادة التوتر. مقارنةً بالعاملات اللاتينيات غير العاملات في الزراعة، أظهرت النساء اللاتينيات في مجال الزراعة معدلات أعلى من التوتر والقلق والاكتئاب.
تتعامل النساء العاملات في الزراعة أيضًا مع قضايا مثل التمييز الجنسي، والتمييز بناءً على الجنس أو النوع الاجتماعي، بما في ذلك الاعتقاد بأن الزراعة مهنة للرجال فقط. تواجه العاملات المهاجرات اللاتينيات في المزارع التهميش ليس فقط بسبب جنسهن، بل أيضًا بسبب وضعهن ك مهاجرات وعرقهن. مثل نظرائهن من الرجال، يواجهن مشكلات تتعلق بالأمان الوظيفي، والأمان المنزلي، والعنف، والحنين إلى الوطن، والألم المزمن الناتج عن الإصابات في العمل. وتتجلى هذه الضغوط في شكل اكتئاب وقلق وإساءة استخدام الكحول بمعدلات أعلى مما تعانيه اللاتينيات غير العاملات في الزراعة.

### الأطفال
تساعد العديد من المزارع العائلية أطفالهم في واجبات الزراعة، ولكن ذلك قد يزيد من الضغوط التي يواجهها الأطفال، مثل الوقت المخصص للتعليم. قد يعمل الأطفال ساعات أطول خلال فترات الضغوط الاقتصادية أو البيئية. على سبيل المثال، أظهر تقرير لليونيسيف عام 2019 عن تأثيرات الجفاف المستمر في أستراليا أن الأطفال غالبًا ما كان عليهم الاستيقاظ قبل الذهاب إلى المدرسة للمساعدة في مهام الزراعة، ثم الذهاب إلى المدرسة، والعمل في المزرعة حتى الليل قبل أداء الواجبات المنزلية، ثم النوم لبضع ساعات فقط قبل أن يستيقظوا مجددًا. أحيانًا تمنع هذه المهام الزراعية الطلاب من المشاركة في الأنشطة الترفيهية مثل الرياضة والأندية الأخرى، وفي بعض الأحيان تمنع الطفل من الذهاب إلى المدرسة. هذا لا يعني أن الآباء لا يريدون لأطفالهم المشاركة في الفعاليات، بل يحاول الآباء أفضل ما لديهم، لكن معظم الأطفال يرغبون في المساعدة لتقليل عبء العمل على والديهم. وغالبًا ما يتبنى هؤلاء الأطفال نفس مواقف آبائهم، حيث يعتقدون أن هناك دائمًا من يعاني أكثر منهم. وعلى الرغم من هذا الموقف، فإن معظم المزارعين وأطفالهم لا يرون راحة في بناء ضغوطهم.

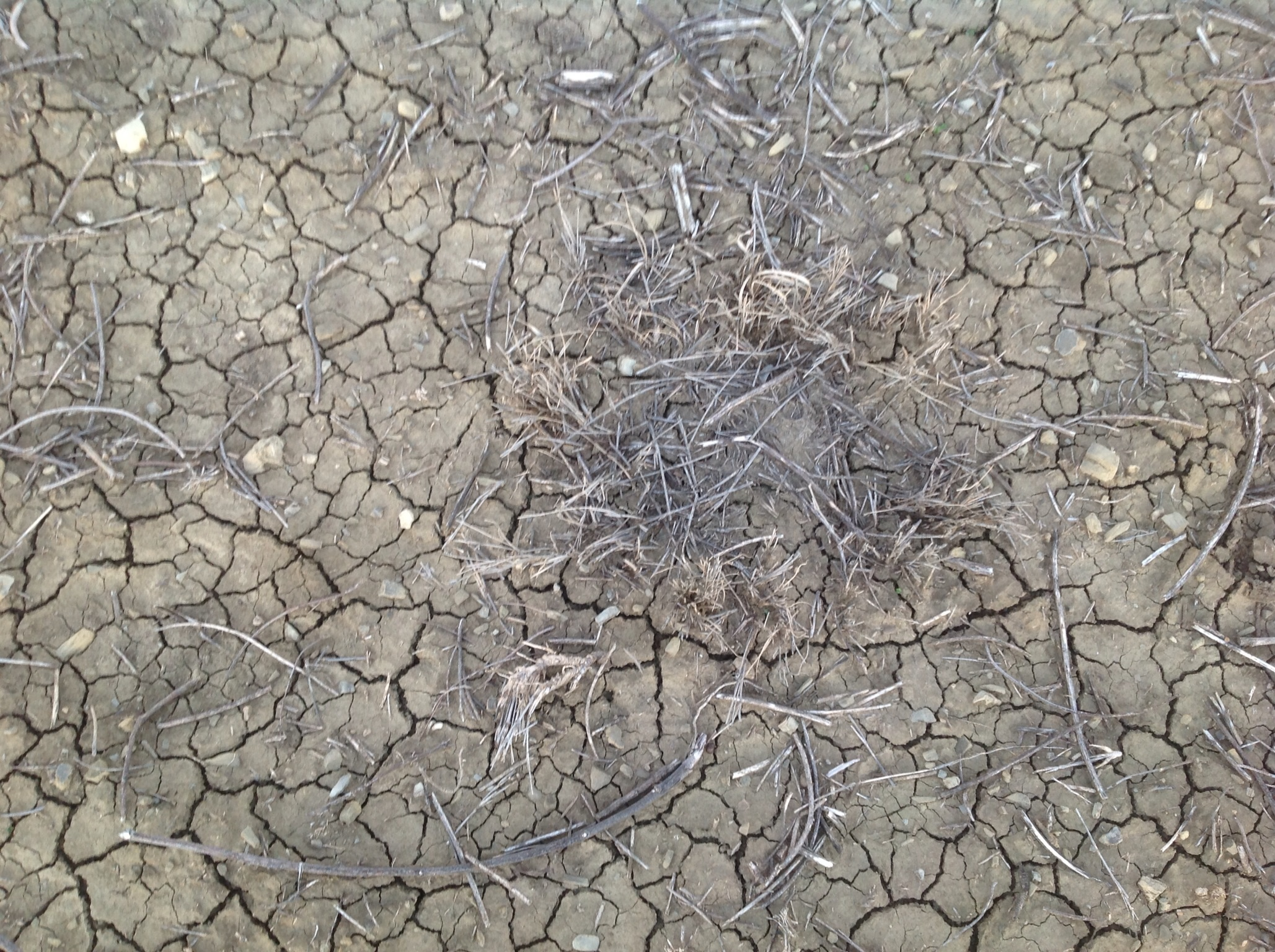
جفاف، هيوجندن، كوينزلاند، أستراليا.

على الرغم من وجود العديد من السلبيات لعمل الأطفال في المزارع، وجدت دراسة مقطعية استندت إلى مسح سلوك الصحة لدى الأطفال في سن المدرسة أن الفتيات من المزارع الريفية لديهن "صحة نفسية أكثر إيجابية" من غيرهن من غير المزارع. ومع ذلك، خلصت الدراسة أيضًا إلى أن الفتيات في المزارع يظهرن معدلات أعلى من المخاطرة الظاهرة، والتي ترتبط بمشكلات الصحة النفسية والتوتر.

### مجتمع الميم/المثلية
التمييز، والتحامل، والوصمة تجاه مجتمع المثلية أعلى في المناطق الريفية مقارنة بالمناطق الحضرية بسبب تمسك المجتمعات الريفية بالتجانس الثقافي، والدين، و"وجهات النظر التقليدية". قد يؤدي هذا النقص في الدعم الاجتماعي والوصمة إلى شعور بالعزلة، وضعف الصحة النفسية، وتردد في الحصول على الرعاية الصحية الأولية والوقائية في المناطق الريفية. أبلغت بعض الدراسات عن مستويات أعلى من التهديدات، وتلف الممتلكات، والتمييز ضد أفراد مجتمع المثلية في المناطق الريفية، بالإضافة إلى وجود رهاب المثلية من الجيران.

### المجموعات العرقية والإثنية
وفقًا لتعداد الزراعة لعام 2017 الذي أجرته وزارة الزراعة الأمريكية، فإن 5% فقط من المنتجين عرّفوا أنفسهم بأنهم من غير البيض. يعاني هؤلاء المزارعون من ضغوط ومصاعب إضافية بسبب العنصرية، والتحامل، وانخفاض الوضع الاقتصادي الاجتماعي، وضعف الدعم الاجتماعي. غالبًا ما تُستبعد أصوات وتواريخ المزارعين غير البيض من المناقشات حول تاريخ وممارسات الزراعة في الولايات المتحدة. على سبيل المثال، اكتسبت حركة الزراعة المتجددة شعبية في المجتمعات الزراعية في السنوات الأخيرة، لكن العديد من المزارعين غير البيض شعروا بأنهم مستبعدون من النقاش، على الرغم من أن هذه الممارسات الزراعية "الجديدة" قد استخدمتها المجتمعات غير البيضاء لأجيال عديدة.
في التسعينيات، وبعد شكاوى متواصلة من المزارعين السود بأن وزارة الزراعة الأمريكية لديها ممارسات تمييزية في قروض الإعانة وإغاثة الكوارث، تم رفع دعاوى جماعية ضد الوزارة عرفت باسم بيجفورد ضد جليكمان وعلى الرغم من التوصل إلى تسوية في النهاية، اعتبرها الكثيرون غير كافية لمعالجة التمييز السابق بشكل كامل. في عام 2021، أنشأ قانون خطة الإنقاذ الأمريكية برنامجًا بقيمة 123 مليون دولار للإعفاء من الديون والقروض للمزارعين غير البيض في محاولة أخرى لتصحيح الممارسات التمييزية السابقة، إلا أن مستقبله غير مؤكد حاليًا.
العمال المهاجرون والموسميون
يواجه العمال المهاجرون العديد من الضغوطات، بما في ذلك متطلبات العمل العالية، وانخفاض الأمان الوظيفي، وقلة السيطرة على العمل، مما يعني توقع الكثير منهم، ومن السهل استبدالهم إذا لم يتمكنوا من أداء المهام. في دراسة عن العمال المزارعين المهاجرين في كارولاينا الشمالية، وجد هيوت وآخرون (2008) أن العمال الذين عانوا من العزلة الاجتماعية وسوء ظروف العمل كانوا أكثر عرضة لأعراض القلق والاكتئاب، ووجدت دراسة أخرى لهاندبرج وآخرين (2012) أن 28% من العمال اللاتينيين أبلغوا عن أعراض اكتئابية.
تتأثر صحة العمال المهاجرين والموسميين أيضًا بالدخل، حيث أظهرت دراسة أن الصحة الشخصية تتحسن مع زيادة الدخل. ويتأثر هؤلاء العمال بشكل غير متناسب بمشكلات الوصول إلى الرعاية الصحية، بما في ذلك عدم وجود تأمين، والفقر، والحواجز الثقافية واللغوية. علاوة على ذلك، قد لا يلجأ بعض العمال لطلب المساعدة الصحية بسبب مخاوف بشأن وضعهم كالمهاجرين، أو نقص وسائل النقل، أو عدم القدرة على الحصول على إجازة من العمل.

## استراتيجيات التكيف
هناك مجموعة متنوعة من الاستراتيجيات التي يُوصى بها لمساعدة المزارعين على تحسين صحتهم النفسية. يُنصح الأشخاص الذين يعانون من مشاكل نفسية بطلب المساعدة المهنية. وأولئك الذين يعتقدون أن شخصًا آخر يعاني أو معرض لمخاطر مشاكل نفسية يُنصحون بإظهار الاهتمام، والاستماع بطريقة غير حكمية، والاعتراف بما يمرون به، وتشجيعهم على طلب المساعدة المهنية المناسبة.
يمكن اتخاذ العديد من الخطوات للتكيف مع الضغوطات المرتبطة بالزراعة أو تقليلها. من هذه الخطوات وضع خطة عائلية وتجارية للطوارئ، والتي قد تشمل الأحوال الجوية الخارجة عن السيطرة، تعطل الآلات، المرض غير المتوقع، تقلب أسعار السلع، أو مشكلات أخرى. بالإضافة إلى ذلك، توصي الأكاديمية الأمريكية لطب النوم بالحصول على سبع إلى ثماني ساعات من النوم على الأقل كل ليلة، رغم أن ذلك قد يكون صعبًا على المزارعين، خاصة خلال مواسم الزراعة والحصاد. يمكن أخذ استراحات قصيرة عند الحاجة، خاصة عند ظهور الضغوط وقبل اتخاذ القرارات.
إنشاء شبكة مهنية واجتماعية يمكنهم اللجوء إليها للحصول على الإرشاد عند الحاجة، والاستماع إليها عندما يحتاج مجتمعهم إلى المساعدة، هو استراتيجية تكيف أخرى موصى بها. ويساعد ذلك أيضًا في وضع أهداف تتعلق بالعادات الصحية ومشاركتها مع الآخرين في الشبكة للمساعدة في تحمّل المسؤولية المتبادلة. حتى مع التباعد الجسدي، يمكن الحفاظ على التواصل المتكرر عبر الهاتف أو البريد الإلكتروني أو مكالمات الفيديو. يمكن أن يضمن الانتباه للنظام الغذائي واستهلاك الكحول والمخدرات ألا تُستخدم هذه المواد لإخفاء حالة نفسية. عندما يكون الحدث خارج السيطرة، يمكن للمزارعين إيجاد طرق للسيطرة على موقفهم واستجابتهم بدلاً من ذلك.

### عوائق طلب المساعدة
يواجه سكان القطاع الزراعي العديد من العوائق أمام طلب المساعدة. غالبًا ما يعاني المزارعون من التوتر أو الإرهاق الذي قد يؤخر طلب العلاج. ويتطلب قرار طلب المساعدة اتخاذ قرارات معقدة، والتي قد تكون صعبة أثناء معاناة اضطراب نفسي، أو بسبب عوائق مثل نقص الوصول، أو المعرفة بالموارد، أو دعم المجتمع (الوصمة). يفتقر الكثيرون في المناطق الريفية إلى الوصول إلى خدمات الصحة النفسية المحلية، أو الوقت والموارد اللازمة للسفر إلى مزودين بعيدين، أو الموارد التقنية للاتصال بمقدمي الرعاية الصحية عن بُعد. وقد تمنعهم أيضًا تصور الرسوم العلاجية المرتفعة أو نقص التغطية التأمينية من طلب المساعدة، إذ من غير المرجح أن يكون لدى العاملين في القطاع الزراعي تأمين صحي.
بالإضافة إلى ذلك، قد تطبع المجتمعات الزراعية نوعًا معينًا من المرض النفسي، مثل الاكتئاب، مما يعزز الانطباع بأن العلاجات غير ضرورية أو غير مجدية، أو يمكن التعامل معها بوسائل الاعتماد على الذات. قد يشعر البعض بعدم القدرة على تلقي العلاج بطريقة خاصة — سواء لأن سيارتهم ستُعرف في مواقف السيارات، أو لعدم توفر الخصوصية في منزلهم لإجراء زيارة عبر الطب عن بعد دون أن يسمعها الآخرون. كما يواجه مقدمو الرعاية الصحية تحدي توفير خيارات علاجية ملائمة ثقافيًا تراعي معتقدات المرضى وممارساتهم، واللغات المفضلة لديهم، والتواريخ الفردية والعائلية، والاختلافات في الأعراض، والنهج المفضل للعلاج.
التاريخ
كانت الأيام الأولى للبحث في الصحة النفسية للمزارعين وعائلاتهم والعمال الزراعيين تركز بشكل رئيسي على تعاطي الكحول والمخدرات.
بدأ الأفراد في المناطق الريفية يدركون وجود أعضاء في مجتمعاتهم يعانون من أمراض نفسية (اكتئاب، انفصام الشخصية). وبسبب نقص الشبكة الطبية/النفسانية في المناطق الريفية بالولايات المتحدة، كانت العديد من هذه الحالات تظل دون علاج ودون تسجيل. في عام 1963، حاول جنكينز مراقبة الصحة النفسية للشباب والأطفال الصغار، ووجد أن هناك انخفاضًا في نسبة حدوث "الاضطرابات النفسية" و"الأمراض النفسية" بين شباب المناطق الريفية.
في مقابلات مع قادة الريف، وجد بنتز وآخرون (1971) أن المشاركين أدركوا وجود أمراض نفسية مثل الانفصام والاكتئاب داخل مجتمعاتهم، لكن الأسر لم تكن قادرة على تقديم الكثير من المساعدة لهم. وأشار تقرير فريق العمل الريفي للصحة النفسية لعام 1978 الذي قُدم للرئيس جيمي كارتر إلى نقص الفهم لحاجات الصحة النفسية في المجتمعات الريفية، بالإضافة إلى نقص الأبحاث حول الأسباب والعوائق أمام العلاج.
المعروفة أيضًا بأزمة ديون المزارعين في الولايات المتحدة في ثمانينيات القرن الماضي، شهدت السياسات المالية الفيدرالية تقلبات مفاجئة، وتراجع الصادرات بسبب الحظر السوفييتي، وإنتاجًا قياسيًا ترك المزارعين في الغرب الأوسط مثقلين بديون لا يمكنهم سدادها. استجابةً للتحديات التي واجهها المزارعون وانتشار معدلات الانتحار. نتيجة لانتحار المزارعين، زاد البحث في الصحة النفسية للمزارعين بشكل حاد مع التركيز على الصعوبات المالية التي واجهتها المزارع خلال الثمانينيات والاكتئاب. وقد سلط التركيز على الصحة النفسية في الريف وبشكل خاص على المزارعين الضوء على الحاجة لزيادة الوصول إلى خدمات الصحة النفسية في المجتمعات الريفية إلى جانب تحرك الحكومة. وبالمثل، أصدرت الحكومة الأمريكية قانون إفلاس المزارعين العائليين في 1986 لمساعدة المزارعين على البقاء في أراضيهم، وطرحت الدعم والقروض لتقديم بعض الإغاثة الاقتصادية للمزارعين المتعثرين ضمن قانون الزراعة لعام 1990. وجاءت الردود على تحديات الصحة النفسية من وكالات الزراعة الحكومية، والتمديدات الجامعية، ومنظمات المزارعين من خلال خطوط ساخنة للانتحار، وجمع التبرعات لدعم احتياجات الأسر، وخدمات الوساطة الأسرية.
انخفضت الأبحاث المنشورة المتعلقة بانتحار المزارعين والصحة النفسية بشكل عام في أواخر التسعينيات وخلال العقد الأول من الألفية الثانية. ومع ذلك، حدث تحول تدريجي ليشمل العمال الزراعيين المهاجرين ضمن سرديات الصحة النفسية الزراعية.  ركزت الأبحاث على العمال الزراعيين المهاجرين على الضغوط، وكيفية ظهور التوتر، والاكتئاب، والقلق، والعنف، وتأثير نقص الرعاية الطبية.
بعد الركود الاقتصادي عام 2008، شهدت أبحاث الصحة النفسية الزراعية ذروة أخرى لتقييم تأثيرات الركود الكبير على توتر المزارعين. ومع ذلك، كانت الأدلة على زيادة تدهور الصحة النفسية والانتحار غير حاسمة. وبعد فترة قصيرة من الركود، جلب الجفاف الذي استمر قرابة عقد في غرب الولايات المتحدة وخاصة في كاليفورنيا إلى الواجهة معاناة التغير المناخي.

## قراءة إضافية
- في عام 2019، بدأت وزارة الزراعة الأمريكية (USDA) في تمويل أربع شبكات إقليمية لمساعدة المزارعين والمزارع في مواجهة الضغوط (FRSAN). وتشمل الشبكات الإقليمية الأربع ما يلي:
  - شمال شرق
  - جنوب
  - الغرب
  - شمال وسط
- شبكة موارد المزارعين هي قاعدة بيانات وطنية لموارد المساعدة في الأزمات الخاصة بالمزارع والتي تستضيفها منظمة Farm Aid.
- يضم مشروع القدرة الزراعية الوطنية قاعدة بيانات لموارد الصحة العقلية الموصى بها للمزارعين
- صفحة المزارعين للجمعية الأمريكية لعلم النفس
- يوفر موقع #FarmStateOfMind التابع لاتحاد المزارعين الأمريكيين معلومات وموارد حول الصحة العقلية الخاصة بالمجتمع الزراعي.
- يوفر مركز معلومات الصحة الريفية - الاستجابة الريفية للصحة العقلية للمزارعين والوقاية من الانتحار مجموعة متنوعة من الموارد المتعلقة بالصحة الريفية والصحة العقلية للمزارعين.